# Badumna guttipes
Badumna guttipes är en spindelart som först beskrevs av Simon 1906.  Badumna guttipes ingår i släktet Badumna och familjen Desidae. Inga underarter finns listade.